# (100620) 1997 TM20
(100620) 1997 TM20 es un asteroide perteneciente al cinturón de asteroides, descubierto el 3 de octubre de 1997 por el equipo del Spacewatch desde el Observatorio Nacional de Kitt Peak, Arizona, Estados Unidos.

## Designación y nombre
Designado provisionalmente como 1997 TM20.

## Características orbitales
1997 TM20 está situado a una distancia media del Sol de 3,105 ua, pudiendo alejarse hasta 3,245 ua y acercarse hasta 2,966 ua. Su excentricidad es 0,044 y la inclinación orbital 15,65 grados. Emplea 1999,14 días en completar una órbita alrededor del Sol.
Los próximos acercamientos a la órbita de Júpiter se producirán el 26 de octubre de 2046, el 27 de enero de 2118 y el 30 de abril de 2189.

## Características físicas
La magnitud absoluta de 1997 TM20 es 15,3. Tiene 6 km de diámetro y su albedo se estima en 0,046. Está asignado al tipo espectral.